# Maison Corneille
La maison Corneille, ou maison du tapissier, est  située à Aubusson, dans le département de la Creuse et la région Nouvelle-Aquitaine. Devenue office de tourisme, elle abrite actuellement le musée des Arts et traditions populaires.

## Histoire
À Aubusson, dans la rue Vieille, la maison Corneille tire son nom de l'une des familles emblématiques de la tapisserie d'Aubusson. Cette maison, qui passe pour être la plus ancienne de la ville, date des XVe et XVIe siècles.
Plusieurs séries de tapisseries remarquables sur la vie de Jeanne d'Arc auraient notamment été tissées dans l'atelier de cette maison.

## Description
Cette maison possède : 
- deux étages en façade principale ;
- une tourelle circulaire ;
- une porte d'entrée chanfreinée rectangulaire ;
- une baie de boutique en arc.

## Protection
La maison Corneille bénéficie d'un classement au titre des monuments historiques, depuis 1962.

## Photothèque

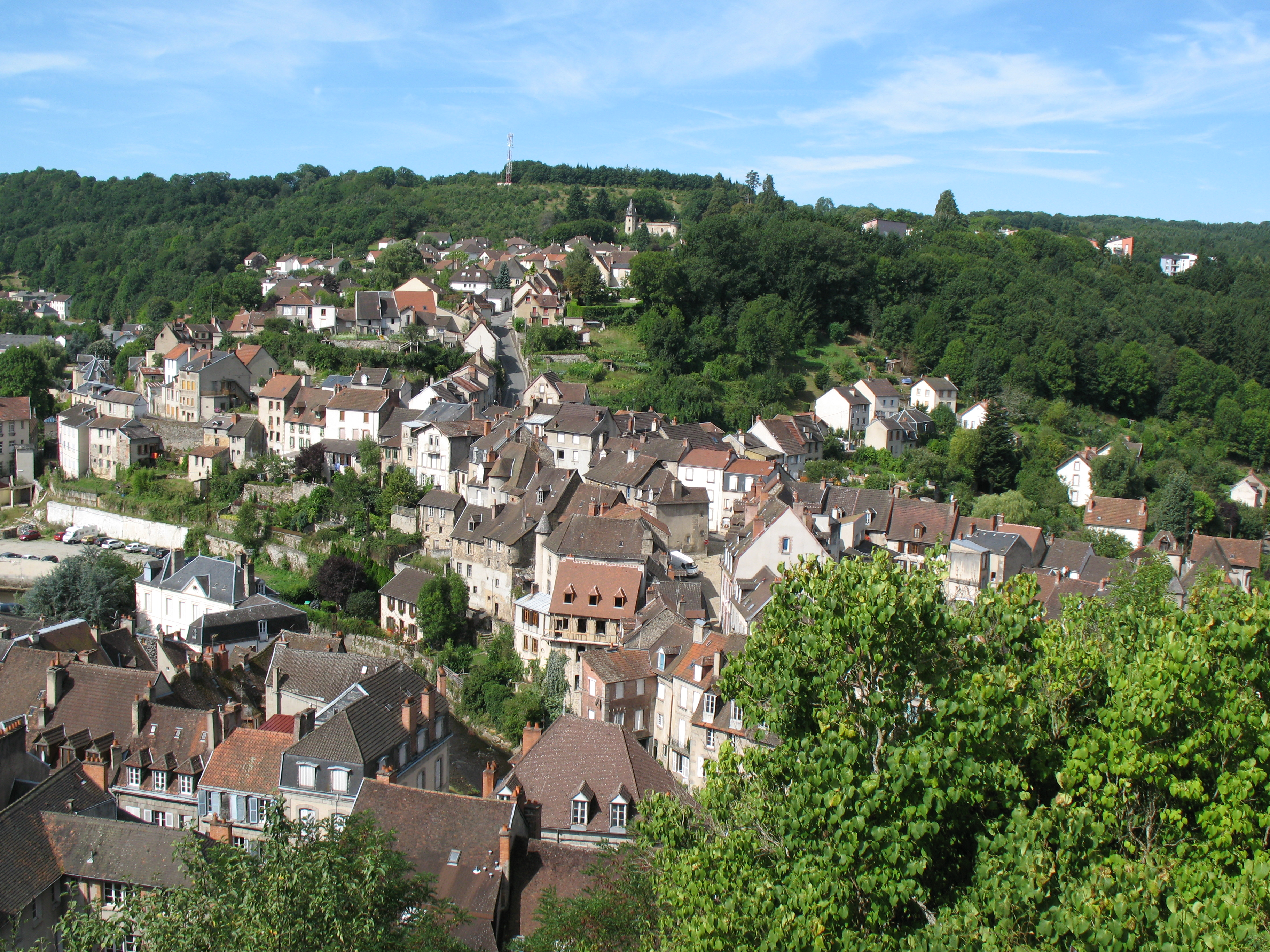
Aubusson.
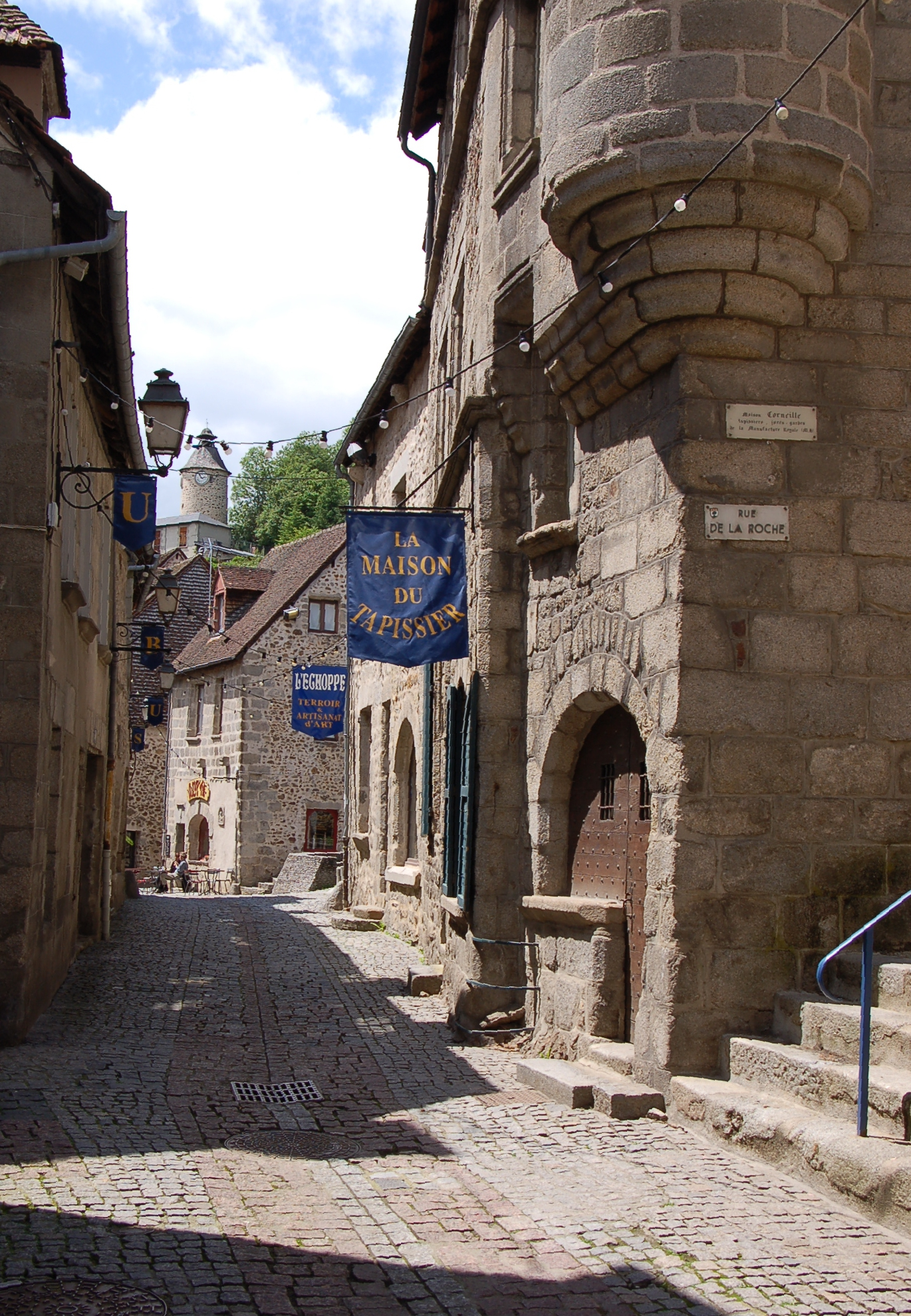
Rue Vieille.
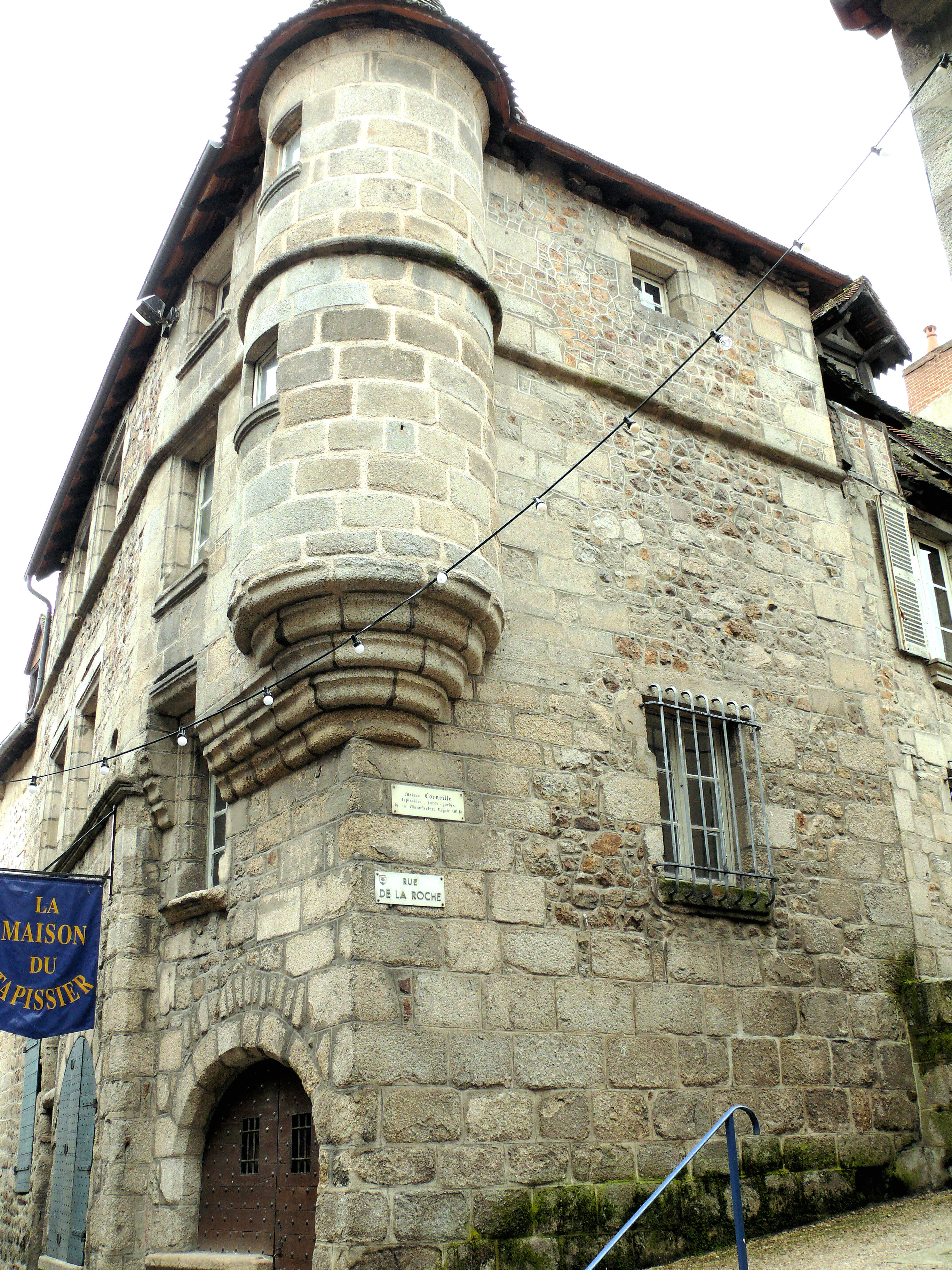
Maison Corneille.
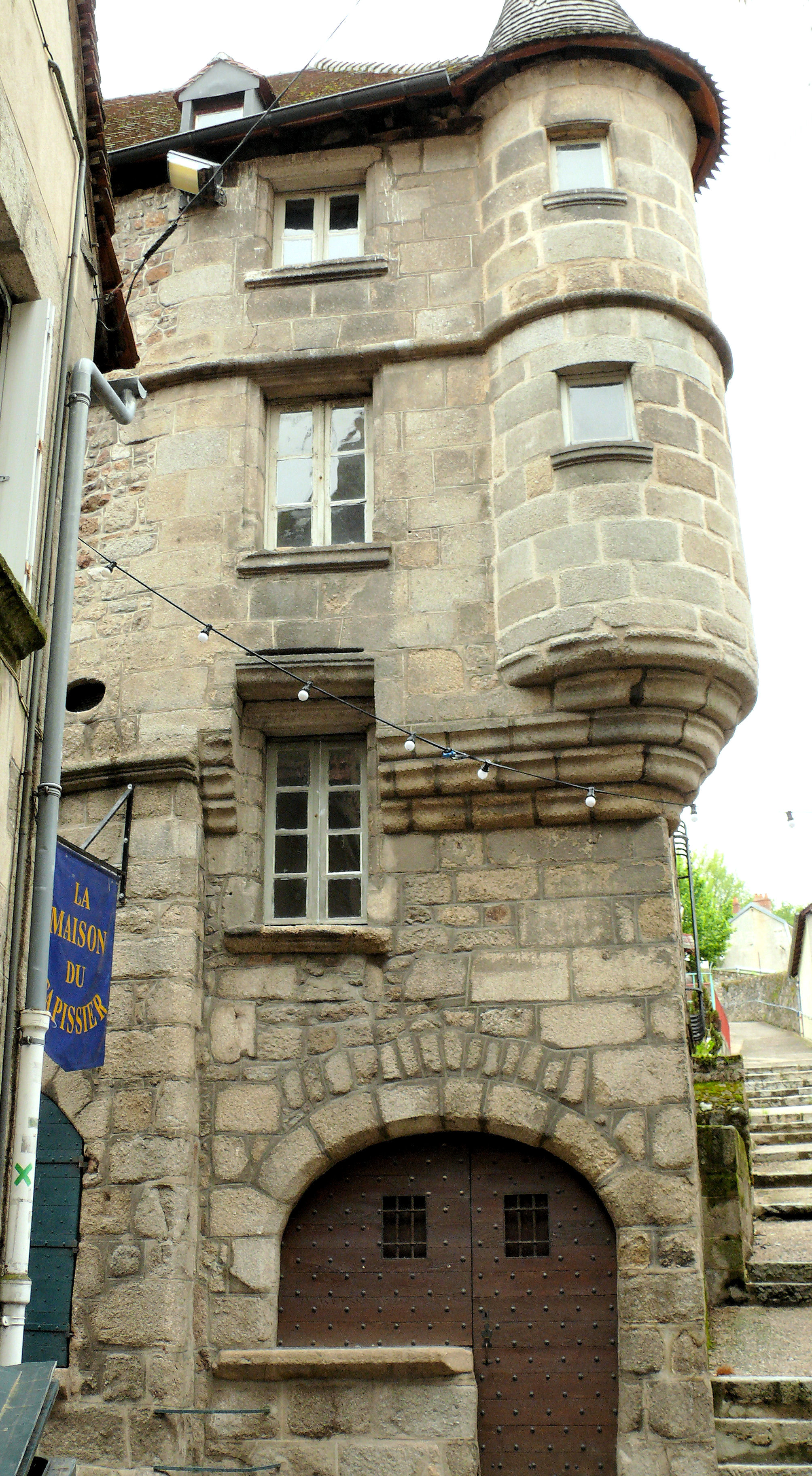
Maison Corneille.
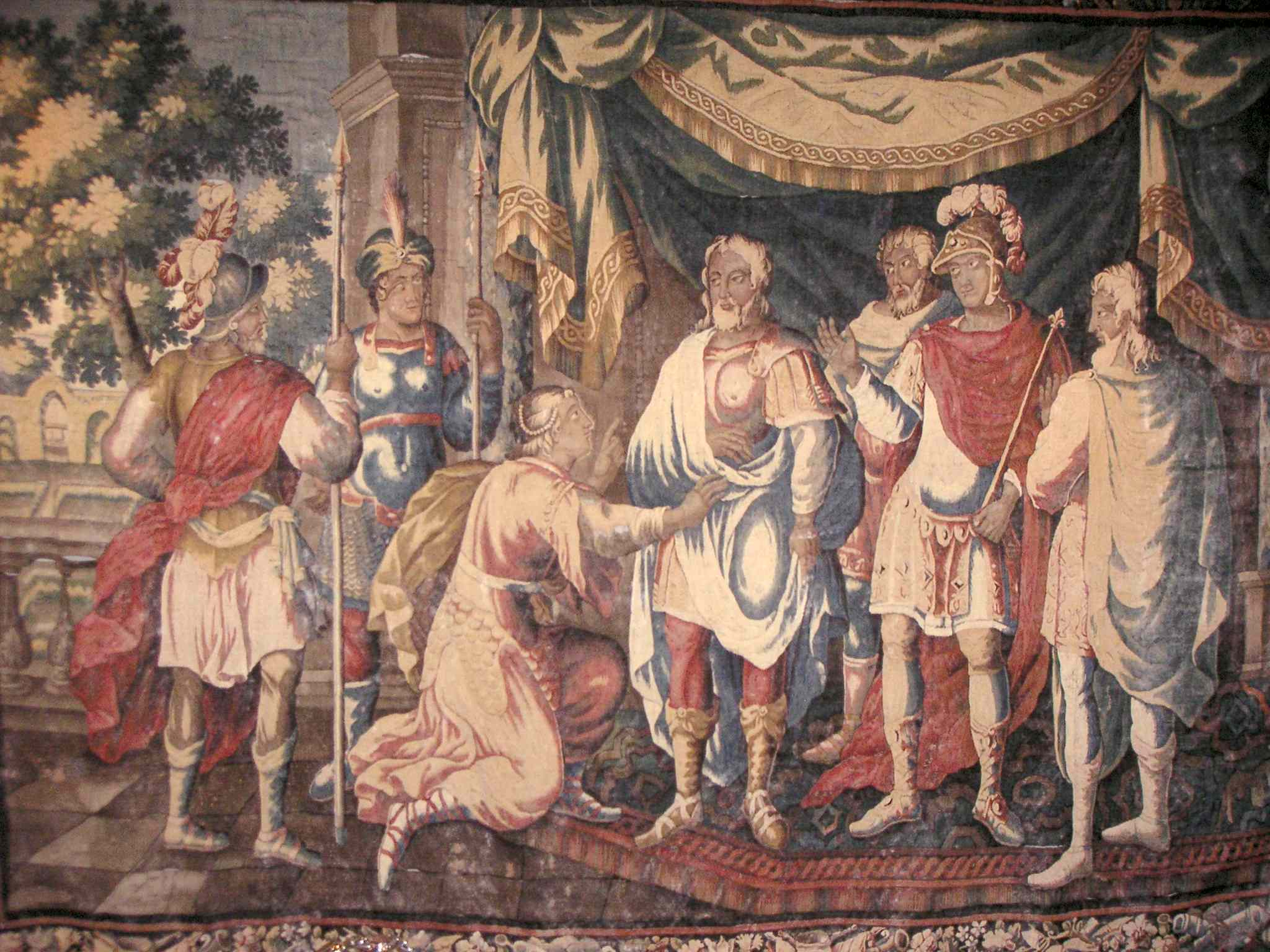
Jeanne d'Arc à Chinon.